# 横槍メンゴ
横槍 メンゴ（よこやり メンゴ、1988年2月27日 - ）は、日本の漫画家、イラストレーター。女性。三重県出身。
2009年、『マガジン・ウォー』（サン出版）に掲載された「真剣☆Hゼミ!」でデビュー。その後は同誌を中心に成人向け漫画を執筆していたが、2010年に『COMICすもも』（双葉社）で『はるわか』の連載を開始してからは主に青年漫画雑誌で活動中。なかでも『クズの本懐』は代表作として知られる。
また、イラストレーターとしても活動している。特にインターネット上では「ヨリ」というハンドルネームを名乗り、主にボーカロイドを使用した楽曲のイラストを手掛けている。

## 略歴
- 出身地は三重県となっているが、引っ越しが多かったため、自分が三重県民という意識は強くないとのことである[5]。
- 幼い頃から漫画家を志し、高校を中退して漫画家のアシスタントになる[6]。
- 2009年 - 『マガジン・ウォー』（サン出版）にて成人向け漫画を発表し、漫画家としてデビューする[3]。その後、『マガジン・ウォー』に掲載された横槍の作品を見た双葉社の編集者から誘いを受け、2010年8月から2012年2月まで、『COMICすもも』（双葉社）にて『はるわか』を執筆する[1]。
- 2012年 - 『はるわか』連載中の1月に『週刊ヤングジャンプ』（集英社）にて、岡本倫が原作、横槍が作画を担当した『君は淫らな僕の女王』が掲載され[7]、人気を呼ぶ[3]。その後、同年9月から『月刊ビッグガンガン』（スクウェア・エニックス）にて『クズの本懐』[8]、2014年4月から『ミラクルジャンプ』（集英社）にて『レトルトパウチ!』の連載を開始する[9]。
- 2019年 - 2月22日に結婚を発表した[10]。
- 2020年 - 4月23日発売の『ヤングジャンプ No.21特大号』にて、赤坂アカ×横槍メンゴとして『【推しの子】』の連載を開始した[11]。

## 作風

### 絵柄
キャラクターへの優しさを感じさせるような柔らかく繊細なタッチが特徴である。横槍によると、特に女性キャラクターを描く際、まつ毛の描写や「髪の毛のフワッとした感じ」にこだわっているという。

### エロ描写
横槍の作品にはしばしばエロ描写が登場する。本人も成人向け漫画が好きであると公言しており、またエロを描くことに抵抗がなかったことから「美少女を描くときの飛び道具」としてエロ描写を入れるようになったという。なお、エロを描くにあたっては「女の子も読めるエロ」を目指している。これは横槍の読者の男性比率が高かったためであり、2022年7月現在ではそのような男女の垣根を気にしていないようである。

## 人物像
- 音楽ユニット・GARNiDELiAのメンバーとは、THE VOC@LOiD M@STERの打ち上げで顔を合わせて以来、親交がある[15]。
- 左利きである[16]。

## 作品リスト

### 連載作品
- はるわか（2010年 - 2012年 『COMICすもも』連載、全2巻）
- 君は淫らな僕の女王（原作：岡本倫、2012年 - 2017年 『週刊ヤングジャンプ』『ミラクルジャンプ』連載、全2巻）
- クズの本懐[17]（2012年 - 2018年 『月刊ビッグガンガン』連載、全9巻）
- めがはーと（2013年 - 2017年 『月刊IKKI』『ヒバナ』連載、全1巻）
- レトルトパウチ！（2014年 - 2018年 『ミラクルジャンプ』『週刊ヤングジャンプ』連載、全7巻）
- 【推しの子】（赤坂アカ×横槍メンゴ、2020年[18] - 2024年[19] 『週刊ヤングジャンプ』連載、全16巻）

### 短編集
- もっかいしよ?（2011年8月 ウォー!コミックス）
  - ちーぷ♥すろーと - 『マガジン・ウォー』2010年5月号
  - にゃんにゃん♥レクイエム! - 『マガジン・ウォー』2009年11月号
  - 愛しの眼鏡ちゃん - 『マガジン・ウォー』2011年5月号
  - タイニーガール メランコリー - 『マガジン・ウォー』2010年11月号
  - こたちっく☆ラブ! - 『マガジン・ウォー』2010年1月号
  - スリーピー♥スリーピング - 『マガジン・ウォー狼』2011年7月号
  - シスター☆ストレンジラブ! - 『マガジン・ウォー』2011年1月号
  - 真剣☆Hゼミ! - 『マガジン・ウォー』2009年8月号[4]
  - モヤモヤらばぁ〜ず - 『マガジン・ウォー』2010年7月号
  - シュガリー✳︎ツンデレーション - 『COMIC RIN』2010年4月号
  - JKの夜明け - 書き下ろし
- 一生好きってゆったじゃん（2020年2月 ビッグスピリッツコミックススペシャル）
  - 鋼の心 - 『グランドジャンプめちゃ』2018年6月号
  - 一本花 - 『週刊ヤングジャンプ』2019年12号
  - 恋は前傾姿勢 - 『ヤングジャンプラブ』
  - Stand By You - 『ビッグコミックスペリオール』2019年6号
  - かわいい - 『ビッグコミックスピリッツ』2019年41号
  - Neo Dutch Wife - 『ビッグコミックスピリッツ』2020年6号
  - 南無阿弥だいすき - 『ビッグコミックスピリッツ』2020年12号

### 単行本
- 横槍メンゴときどきヨリ（2017年3月 ビッグガンガンコミックス）
  - トラペジウム - 「主任がゆく！スペシャル」Vol.26

### 単行本収録読切作品
- クズの本懐
  - にゃんにゃんプレリュード - 第1巻収録／『ヤングガンガン』2013年4号[20]
  - にゃんにゃんセレナーデ - 第2巻収録／『ヤングガンガン』2013年20号
  - にゃんにゃんオラトリオ - 第3巻収録／『ヤングガンガン』2014年9号
  - にゃんにゃんカンタータ - 第4巻収録／『月刊ビッグガンガン』2014 Vol.12
  - にゃんにゃんアンダンテ - 第5巻収録／『ヤングガンガン』2015年14号
- めがはーと
  - スクールゾーン - 『ビッグコミックスペリオール』2017年23号
  - あなたなしでは生きてゆけない - 『マンガ・エロティクス・エフ』Vol.88
- レトルトパウチ！
  - 「普通の女の子」じゃダメですか？ - 第2巻収録／『週刊ヤングジャンプ』2012年16号[21]

### 単行本未収録
- 痴漢公園 - 『DVD JUNE』Vol.10
- まじかる☆エスカレーション！ - 『コミックアンリアル』Vol.25
- 君と花曜日 - 『ナマイキッ!』2011年11月号
- 夏だから！ - 『月刊少年チャンピオン』2012年9月号
- ふゆきたりなば、 - 『月刊ビッグガンガン』2013 Vol.5／再録：『シガレットアンソロジー メンソール』（2014年3月 ビッグガンガンコミックス）[22]
- 狼になりたい - 『少年ジャンプ+』2020年4月13日公開[23]
- 愛ばっか - 『楽園 Le Paradis』第47号[24]

### 表紙イラスト
- spica（2013年8月 星海社文庫）- 著：泉和良
- ボカロ界のヒミツの事件簿 1 ジェバンニPと名探偵エレGYちゃん様の冒険（2013年8月 星海社FICTIONS）- 著：泉和良
- 読まずに死ねない哲学名著50冊（2016年3月 フォレスト2545新書）- 著：平原卓
- 13の理由 新装版（2019年1月 星海社FICTIONS）- 著：ジェイ・アッシャー
- 紫ノ宮沙霧のビブリオセラピー -夢音堂書店と秘密の本棚-（2021年5月、新潮文庫nex） - 著：坂上秋成

## イラスト

### ジャケットイラスト
- 『JAZZIN' FOR VOCALOID 〜COVERS〜』（2012年2月15日発売）[25]
- 『EXIT TUNES PRESENTS UTAUSEKAI』（2012年12月5日発売）
- みきとP feat.初音ミク『僕は初音ミクとキスをした』（2013年4月17日発売）
- 『MAGICAL EFFECTORS 〜Tribute to buzzG〜』（2013年7月3日発売）[26]
- 『EXIT TUNES PRESENTS Vocaloexist feat.GUMI・IA・MAYU』（2013年10月2日発売）

### その他
- ローゼンメイデン（テレビアニメ、2013年） - 第7話エンドカード
- Project ANIMA - メインビジュアル[27]
- トゥーキョーちゃん（Vtuber、トゥーキョーゲームス 新入社員兼広報キャラクター）※キャラクター作画担当[28]